# 鹿乗川

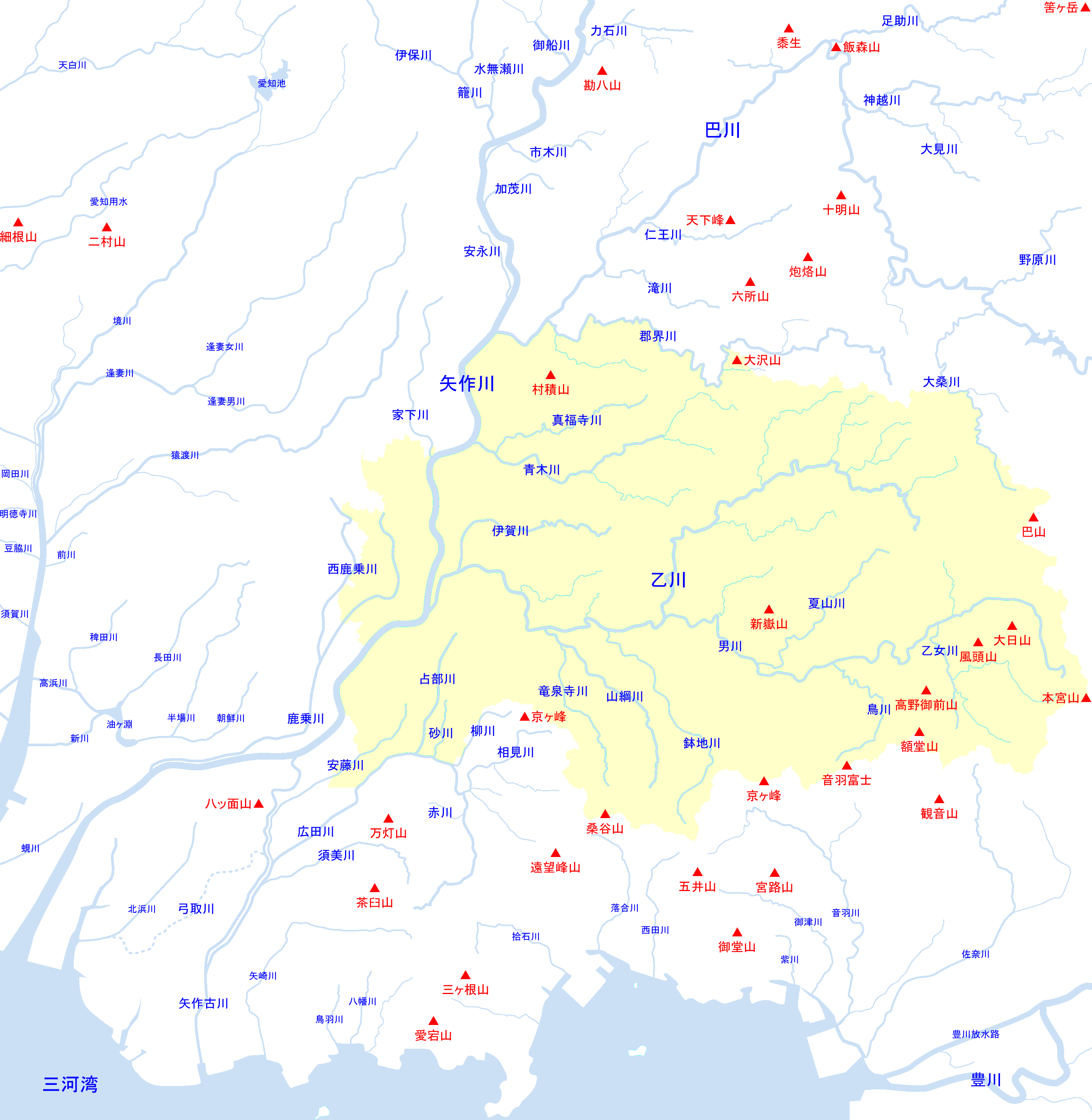
岡崎市周辺の地理

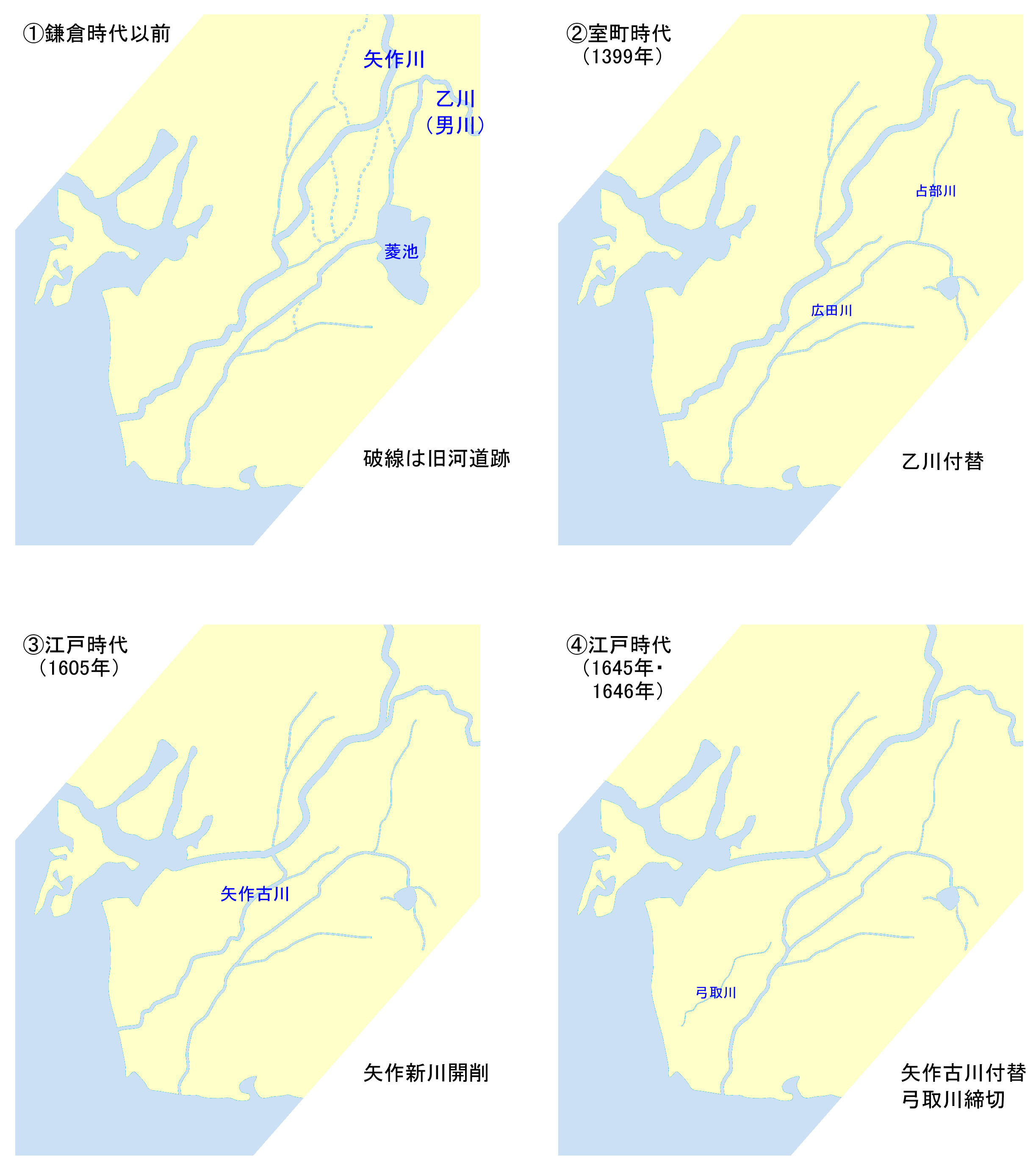
矢作川下流支派川の河川改修の歴史

鹿乗川（かのりがわ）は、愛知県を流れる一級河川。一級水系矢作川の支流。

## 地理
愛知県岡崎市の水田地帯（岡崎市立北野小学校の北側付近）から始まり、碧海台地の東側に広がるかつての矢作川の氾濫原を流れて安城市桜井町で支流の西鹿乗川と合流。ほかにも複数の水路を集めながら流下し、碧南市鷲林町付近で矢作川に合流する。

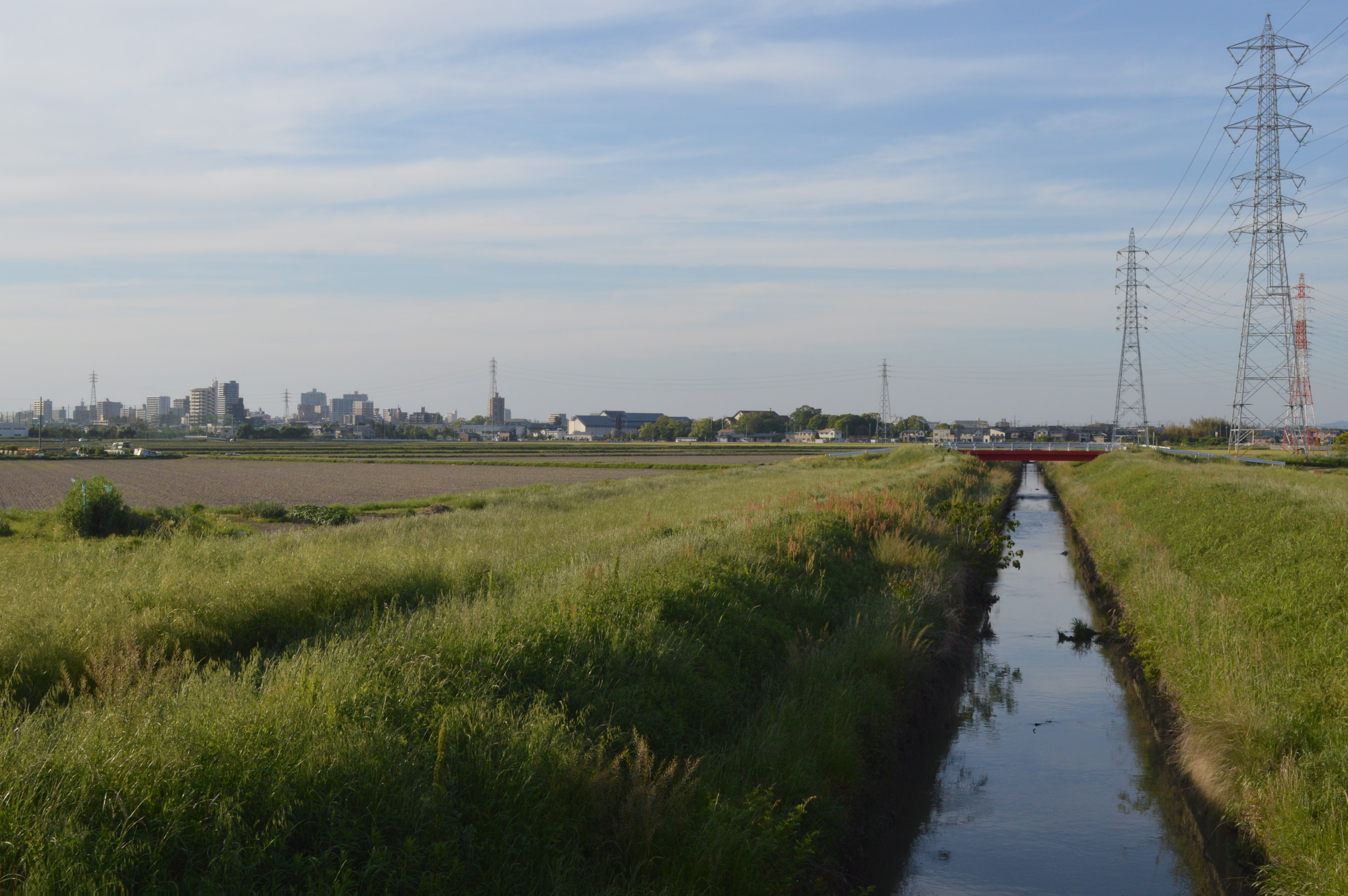
西鹿乗川とJR安城駅周辺（左奥）

## 支流
- 西鹿乗川（延長7.4km、流域面積12.92km2）[1]

## 流域の自治体
愛知県
岡崎市、安城市、西尾市、碧南市

## 歴史

### 水害
江戸時代以降、周辺で農地開発が進められたが、矢作川の天井川化により排水困難となって水害が何度も発生、矢作川との合流点が幾度か下流に移されている。江戸時代初期の合流点は現在の安城市木戸町付近であったが、天保9年（1838年）には水路を開削して安城市米津町付近へ、昭和初期にも2度に渡って合流点を下流に移した。
流域では過去に幾度となく浸水被害が発生しているが、近年のものとしては昭和36年梅雨前線豪雨（1961年）や昭和46年8月洪水（1971年）、東海豪雨（2000年）や平成20年8月末豪雨（2008年）における被害が知られている。特に昭和46年8月洪水の際には流域の3,900ヘクタール余りが被害を受け、浸水戸数は床上・床下あわせて5,889件に及んだが、以降も数年ごとに浸水被害が出ることがあり、1988年（昭和63年）以降、下流域から河川改修を実施している。また、1968年（昭和43年）に木戸町に樋門と排水機を設置。2002年（平成14年）から鹿乗川排水機場の供用を開始しているほか、2013年（平成25年）5月から岡崎市筒針町で岡崎鹿乗排水機場が運用を開始した。

### 鹿乗川流域遺跡群
鹿乗川の流域では弥生時代から江戸時代にかけての複数の遺跡が検出されており、かつては字ごとの遺跡名で呼ばれていたが、弥生時代から古墳時代にかけてのものについては近年の発掘調査・研究によって同じ遺跡である可能性が高くなったため、現在では「鹿乗川流域遺跡群」と総称されている。